# National Highway 1A
Der National Highway 1A (NH 1A)  ist ein National Highway in Indien, der das Kaschmirtal mit Jammu sowie dem Rest Indiens verbindet. Im neuen Nummerierungssystem wird die Straße die Nummer NH 44 bekommen.
Das nördliche Ende der Straße ist in Uri in Jammu und Kashmir und das südliche Ende ist in Jalandhar in Punjab. Abschnitte der Straße sind vor allem im Winter durch Lawinen und Erdrutsche gefährdet, die die Straße blockieren. Der Jawahar Tunnel unter dem Pir Panjal liegt im Verlauf der Straße. Die Gesamtlänge der Straße ist 663 km.
Eine weniger wetteranfällige Verbindung, die die Strecke um 82 km verkürzt, ist in Planung.
Seit dem Frühjahr 2017 ist die National Highway Authority für den Betrieb der Straße verantwortlich. Sie übernahm die Verantwortung von der Border Roads Organisation, die nun nur noch für den Jawahar Tunnel sowie die Schneeräumung zwischen Banihal und Qazigund verantwortlich ist.

## National Highways Development Project
Ungefähr 554 km der Strecke sind Teil des Nord-Süd Korridors und damit Teil des National Highways Development Projects.